# 사도

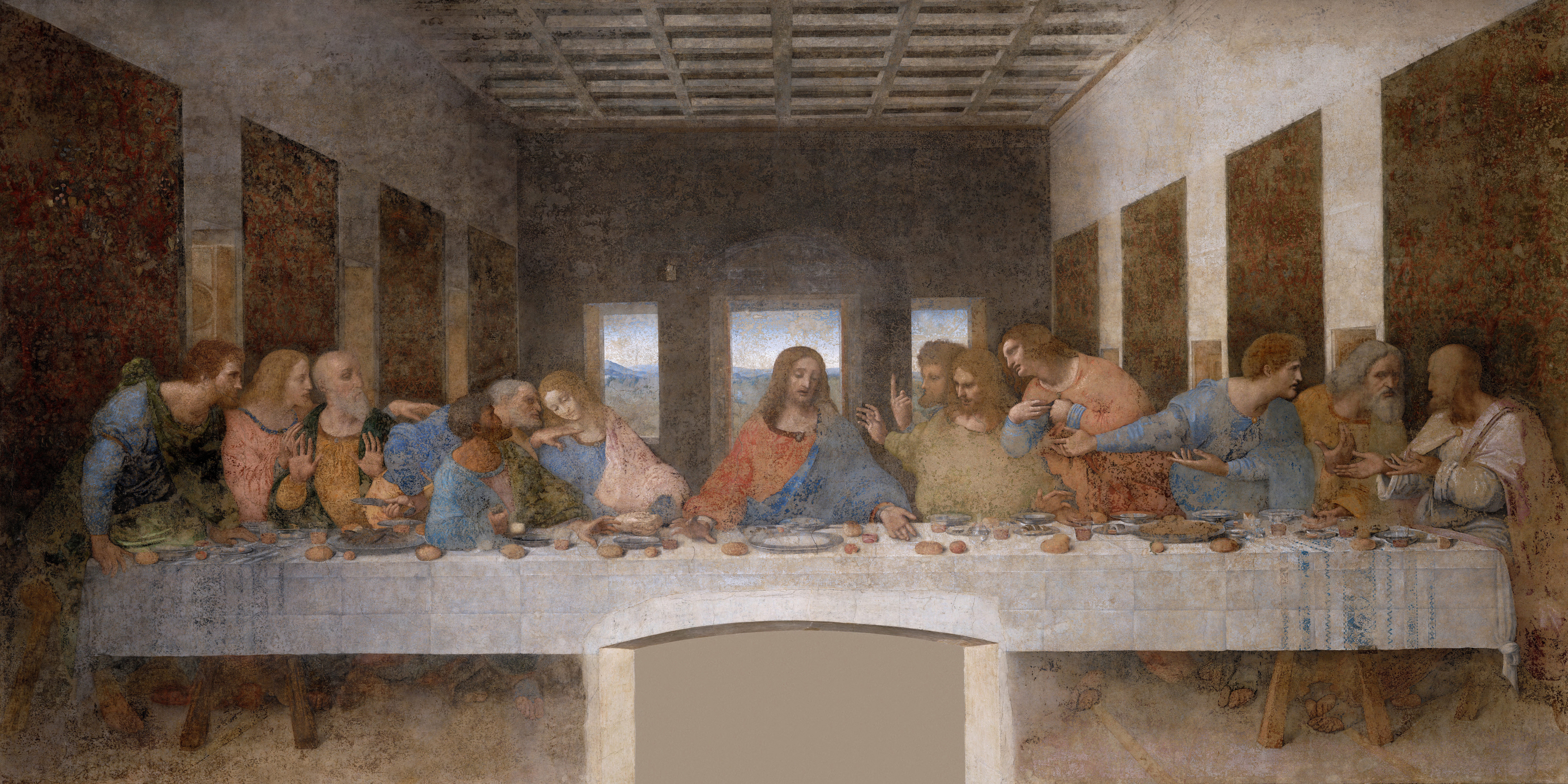
밀라노의 산타 마리아 델레 그라치에 성당의 벽화인 최후의 만찬은 레오나르도 다빈치가 그린 1490년대 후반 벽화로 예수와 그의 12사도가 예수가 십자가에 못 박히기 전날의 마지막 만찬을 묘사한 것이다.

사도(使徒)라는 말은 신약성경의 그리스어인 코이네 그리스어(이하 헬라어)의 '사신', '사절', '차사'를 의미하는 아포스톨로스(그리스어: ὁ ἀπόστολος)에서 유래하였다. 이 단어는 구약성경의 헬라어 번역본인 70인역을 번역하며 '파견된 자', '사자'라는 뜻의 히브리어 '샬리아'(히브리어: שלייה)의 번역어로 사용했었다. 기독교 형성 후 신약성경에서는 예수 그리스도의 중요한 열두 제자를 구분하여 칭하는 단어로 사용하기 시작했다. 라틴어로 성경을 번역하며 헬라어 단어를 라틴어식으로 음차하여 '아포스툴루스'(라틴어: apostulus)로 사용하였다. 기독교 신약성경에서 사도 자격은 성육신하여 역사인물로 산 예수 그리스도, 즉 역사적 예수를 만났고, 그분 가르침을 배운 사람이기 때문에 복음서에서는 예수 직제자 12명을 사도라고 부른다.
하지만 가룟 유다(이스카리옷 유다)가 그리스도를 배반한 후 자살하여 사도직을 버리자, 사도들은 '예수께서 활동하실 때 우리와 같이 있던 사람' 가운데 하나인 마티아에게 사도직 부름을 주었다. 이후 성령강림주일에 탄생한 교회를 탄압하던 사울(회심 이후 바울로)이 예수 그리스도를 만났다고 말하여 사도로서 권위를 주장하였다. 그래서 대다수 기독교에서는 바울로를 넓은 의미에서 사도로 인정하며, 그 회심을 정교회와 천주교의 교회력에서 성 바오로 사도의 회심 축일로 기념한다.
흔히 사도는 12명으로 알려져 있지만, 마태/마태오 복음서와 마르코 복음서는 같고, 루카 복음서는 다르게 나타난다. 루가 복음서에서는 마태오와 마르코에 나온 다대오 대신 야고보의 아들 유다를 사도로 기록한다. 이 야고보의 아들 유다는 루가복음서와 요한복음서에서 각각 언급하고, 사도행전에서도 언급하는 인물이다. 또한 사도는 그 의미로 말미암아 루카복음에 나오는, 예수의 지명으로 사명을 받은 70인의 사도를 지칭하기도 한다.

## 열두 사도
천주교식, 개신교식 한국어 표기 및 각국어 표기
|    | 천주교                 | 개신교               | 라틴어          | 영어              | 이탈리아어          | 스페인어          | 프랑스어          | 포르투갈어       | 독일어              |
| -- | ---------------------- | -------------------- | --------------- | ----------------- | ------------------- | ----------------- | ----------------- | ---------------- | ------------------- |
| 1  | 베드로                 | 베드로               | Petrus          | Peter             | Pietro              | Pedro             | Pierre            | Pedro            | Petrus              |
| 2  | 안드레아               | 안드레               | Andreas         | Andrew            | Andrea              | Andrés            | André             | André            | Andreas             |
| 3  | 대(大) 야고보          | 야고보               | Iacobus Maior   | James the Greater | Giacomo il Maggiore | Santiago el Mayor | Jacques le Majeur | Tiago Maior      | Jakobus der Ältere  |
| 4  | 요한                   | 요한                 | Ioannes         | John              | Giovanni            | Juan              | Jean              | João             | Johannes            |
| 5  | 필립보                 | 빌립                 | Philippus       | Philip            | Filippo             | Felipe            | Philippe          | Filipe           | Philippus           |
| 6  | 바르톨로메오(나타나엘) | 바돌로매             | Bartholomaeus   | Bartholomew       | Bartolomeo          | Bartolomé         | Barthélemy        | Bartolomeu       | Bartholomäus        |
| 7  | 토마스                 | 도마                 | Thomas          | Thomas            | Tommaso             | Tomás             | Thomas            | Tomé             | Thomas              |
| 8  | 마태오                 | 마태                 | Matthaeus       | Matthew           | Matteo              | Mateo             | Matthieu          | Mateus           | Matthäus            |
| 9  | 소(小) 야고보          | 알페오의 아들 야고보 | Iacobus Minor   | James the Less    | Giacomo il Minore   | Santiago el Menor | Jacques le Mineur | Tiago Menor      | Jakobus der Jüngere |
| 10 | 타대오                 | 다대오               | Iudas Thaddaeus | Jude Thaddaeus    | Giuda Taddeo        | Judas Tadeo       | Jude              | Judas Tadeu      | Thaddäus            |
| 11 | 이스카리옷 유다        | 가롯 유다            | Iudas Iscariot  | Judas Iscariot    | Giuda Iscariota     | Judas Iscariote   | Judas Iscariote   | Judas Iscariotes | Judas Iskariot      |
| 12 | 마티아                 | 맛디아               | Matthias        | Matthias          | Mattia              | Matías            | Matthias          | Matias           | Matthias            |
| 13 | 바오로                 | 바울                 | Paulus          | Paul              | Paolo               | Pablo             | Paul              | Paulo            | Paulus              |

## 비 사도이지만 중요한 인물
- 바르나바 (Barnabas)
- 실라 (Silas)
- 디모테오 (Timothy)
- 마리아 막달레나 (Mary Magdalene)

이 후의 교회의 지도자들로서는 주교과 교부를 참조하라.

## 평신도 사도직
로마 가톨릭교회와 성공회의 평신도 신학에서는 평신도 사도직이라는 말을 쓴다. 사도들이 그리스도의 지상명령에 따라 세상에 나가서 복음을 전한 것처럼, 평신도들도 그들의 삶의 현장에서 복음을 전해야 한다는 평신도에 대한 이해이다.

## 같이 보기
- 사하바
- 예루살렘 공의회
- 사도 대등자
- 윌리엄 F. 올브라이트
- 교황 베네딕토 16세